# ماكسيمو فالفيردي
ماكسيمو فالفيردي (بالإسبانية: Máximo Valverde)‏ (و. 1944 – م) هو ممثل من إسبانيا. ولد في إشبيلية.

## وصلات خارجية
- ماكسيمو فالفيردي على موقع IMDb (الإنجليزية)
- ماكسيمو فالفيردي على موقع قاعدة بيانات الفيلم (الإنجليزية)